# Mieczysław Wrona
Mieczysław Wrona (ur. 9 sierpnia 1903 we Lwowie, zm. 7 września 1961 w Krakowie) – inżynier budownictwa wodnego, mierniczy przysięgły.

## Życiorys
W latach 1922–1926 studiował na Oddziale Lądowym, ukończył studia na Oddziale Mierniczym (1931–1936) Wydziału Inżynierii Politechniki Lwowskiej. W latach 1936–1945 był asystentem, adiunktem i docentem Katedry Miernictwa II Politechniki Lwowskiej.
W 1945 przeniósł się do Krakowa i rozpoczął pracę w Wydziałach Politechnicznych Akademii Górniczej, a od 1946 na Politechnice Krakowskiej. Pełnił tam kolejno funkcje: kierownika Katedry Geodezji (1946–1961), prodziekana (1951–1952) i dziekana (1952–1958) Oddziału Wodnego Wydziału Inżynierii, od 31 sierpnia 1953 samodzielnego Wydziału Budownictwa Wodnego Politechniki Krakowskiej. Był mierniczym przysięgłym (znajdował się na liście mierniczych przysięgłych, przysięgę złożył 10 maja 1948), posiadał biuro przy ulicy Wielopole 28. W 1958 mianowany profesorem. 
Autor wielu opracowań geodezyjnych dla ważnych obiektów miejskich i przemysłowych. Konstruktor uniwersalnego probierza libel i krótkoogniskowego przetwornika fotogrametrycznego. 
Zmarł 7 września 1961, pochowany na cmentarzu Rakowickim (kwatera RB-2-19). 

## Ordery i odznaczenia
- Krzyż Kawalerski Orderu Odrodzenia Polski
- Medal 10-lecia Polski Ludowej (15 stycznia 1955)[5]